# 103-тя окрема бригада територіальної оборони (Україна)
103-тя окрема бригада територіальної оборони імені митрополита Андрея Шептицького (103 ОБрТрО) — військове з'єднання Сил територіальної оборони України. Дислокується у Львівській області. Бригада перебуває у складі Регіонального управління Сил ТрО «Захід».
Була створена у 2018 році як кадроване з'єднання. Після російського повномасштабного вторгнення 2022 року відмобілізована, брала участь у боях.

## Історія
16 жовтня 2018 року — в рамках робочої поїздки до Львівської області Президент, Верховний Головнокомандувач Збройних Сил України Петро Порошенко взяв участь у заходах до Дня бійця територіальної оборони, які відбулися у Міжнародному центрі миротворчості та безпеки. Глава держави оглянув навчальні місця з підготовки підрозділів територіальної оборони, зокрема особового складу 64-го батальйону територіальної оборони 103-ї окремої бригади територіальної оборони Львівської області.
Протягом 17–20 липня 2019 року близько двохсот офіцерів-резервістів бригади територіальної оборони Львівщини пройшли бойовий вишкіл у Міжнародному центрі миротворчості та безпеки.

### Російське вторгнення 2022 року
26 квітня 2022 року 103-тя бригада була відряджена в зону бойових дій на Донбасі для протидії російському вторгненню в Україну.
На початку травня 2022 року, невдовзі після відправлення 103-ї бригади в зону бойових дій на схід, від частини військовослужбовців та їх рідних лунала критика щодо такого застосування бригади. 11 травня у Львові відбулося зібрання, де понад 200 родичів висували звинувачення, основними були два: щодо законності перебування бригади в зоні бойових дій і щодо недостатнього рівня підготовки бійців. Початково сили ТрО передбачалося застосовувати лише в межах визначеної зони територіальної оборони, тобто в межах Львівської області для 103-ї бригади. 3 травня 2022 року (вже після відправки 103-ї бригади в зону бойових дій) Верховна Рада України внесла зміни до закону, якими дозволялося застосування сил ТрО в зоні бойових дій, але закон ще не вступив в дію, оскільки не був підписаний президентом. На зібранні лунала інформація, що за документами бригада була відправлена на розчищення завалів у Дніпрі, а не на фронт на Донбасі. Також звучало, що бійців навчали охороні статегічних об'єктів, зачистці приміщень, боротьбі з диверсійними групами, а не завданням, типовим для загальновійськового бою. Із деякими зразками важкого озброєння (наприклад, протитанковими ракетами NLAW) бійці ознайомлювалися вже в зоні бойових дій. Присутній на зібранні радник командувача Сил тероборони Віталій Купрій погодився з частиною звинувачень і пообіцяв розібратися або передати керівництву. Командування бригади звернулося до рідних та близьких військовослужбовців і запевнило, що «робить все необхідне для ефективного застосування та збереження життя наших воїнів». Опитані в травні виданням Радіо Свобода учасники теробони України підтвердили, що відсутність належної підготовки ТрО є поширеною, однак «не тотальною», і покладали відповідальність за це на командування таких підрозділів. Радіо Свобода написала, що оскільки забезпечення ТрО є найменшим з усіх армійських сил, вони навряд чи можуть виконувати завдання на найгарячіших ділянках фронту, там повинні діяти професійні, оснащені і досвідчені підрозділи. Зміни до закону щодо можливості застосування ТрО в зоні бойових дій були підписані президентом Володимиром Зеленським 10 червня, вступили в дію з 12 червня 2022.
На початку липня командир 103-ї бригади Валерій Курко в інтерв'ю підтвердив нижчий рівень озброєння та підготовки бригади в порівнянні з підрозділами десантно-штурмових військ, які виконували однакові завдання на фронті. Деякими людьми бригада доукомплектовувалась за 2-3 дні до відправки в зону бойових дій.
4 вересня 2022 року 63-й батальон бригади, спільно зі стрілецьким батальйоном 15-го полку НГУ звільнили н.п. Озерне Лиманської міської громади на Донеччині.
30 вересня 2022 року бригада отримала бойовий прапор. Знамено вручив командувач Сил територіальної оборони генерал-майор Ігор Танцюра. Того ж дня президент Зеленський відзначив військовослужбовців 214-го окремого стрілецького батальйону, ССО і 103-ї окремої бригади тероборони за звільнення Ямполя.
23 серпня 2024 року бригада отримала найменування на честь митрополита Андрея Шептицького.
17 вересня 2024 року бригада показала відео участі у боях у Курській області. 21 вересня Софія Федина написала, що частина підрозділів одного з батальйонів бригади на Курщині залишилася без підвозу забезпечення та евакуації. Частина солдатів змогла вийти, частина залишалася на позиціях.
5 жовтня бригада воювала в районі с. Обухівка Курської області разом із 104-ю бригадою ТрО.
11 грудня 2024 року боєць зенітної батареї бригади Роман Соломонюк, який прослужив понад два роки в зоні бойових дій, але потім самовільно залишив частину, звинуватив начальника протиповітряної оборони бригади полковника Валентина Козакевича у саботажі підготовки техніки, незаконному присвоєнні майна військовослужбовців, підриві боєздатності підрозділу ППО. Він також звинуватив його у некомпетентності, навівши приклади вимог Козакевича: той вимагав у період передислокації з однієї прифронтової області в іншу рухатися колонами в місцях, де була безпосередня загроза ураження ракетно-артилерійським вогнем, вимагав скупчення особового складу в районах, куди росіяни б'ють КАБами, «Шахедами» і ракетами. 10 червня 2025 року боєць повідомив, що на всі його звернення він не отримав відповіді по суті, а розслідування щодо порушень полковника Козакевича відбувалися з порушеннями та фальшуваннями. Щодо Козакевича не було вжито жодних дисциплінарних чи інших заходів.
14 травня 2025 року рішенням Головнокомандувача Збройних Сил України, бригада отримала повну геральдичну систему нарукавних знаків батальйонів бригади з доданням гасла - "HONOR ET PATRIA". Всі нарукавні знаки батальйонів побазовані на територіальній геральдиці місцевостей, де були засновані батальйони.. Автором нарукавних знаків є старший солдат Євген Равський.

## Структура
- Управління (штаб)
- 1-й батальйон територіальної оборони (м. Львів)
- 2-й батальйон територіальної оборони (м. Червоноград)
- 3-й батальйон територіальної оборони (с. Тростянець Золочівський р-н)
- 4-й батальйон територіальної оборони (м. Стрий)[22]
- 5-й батальйон територіальної оборони (м. Мостиська Яворівський р-н)
- 6-й батальйон територіальної оборони (м. Дрогобич)[23]
- 7-й батальйон територіальної оборони (с. Стрілковичі Самбірський р-н)[24]
- розвідувальна рота[25]
- рота матеріально-технічного забезпечення
- інженерно-саперна рота
- вузол зв'язку
- зенітний взвод
- група безпілотних авіаційних комплексів «Крила до пекла»[26][27][28]

## Командування
- 2018: полковник Микола Андрощук[29]
- 2022—2024: полковник Валерій Курко[30][31]
- 2024: полковник Ігор Бондаренко[32]

## Вшанування

### Нагороджені
Найвищими державними нагородами відзначені:
- Жуковець Юрій Володимирович — капітан. Герой України (2024).[33]